# Institute of Nuclear Power Operations
Institute of Nuclear Power Operations (INPO) är ett amerikanskt institut som arbetar för att stärka säkerhet och pålitlighet för kommersiella kärnkraftverk i USA.
Institutet grundades 1979 av den amerikanska kärnkraftindustrin på rekommendation av John Kemeny och dennes kommission som utredde Harrisburgolyckan vid kärnkraftverket Three Mile Island i Pennsylvania. Kärnkraftindustrin ville bland annat stärka upp och förbättra träning för personal, som skötte driften av kärnkraftverk, så framtida katastrofer kunde undvikas.